# Národní park Tayrona
Národní park Tayrona (španělsky Parque Nacional Natural Tayrona) je chráněné území v severní části Kolumbie v departementu Magdalena asi 34 km od jeho hlavního města Santa Marta.
Park, který se rozkládá na ploše 225 km2 je jedním z nejkrásnějších národních parků v Kolumbii. Je ukázkou bohatství života v oblasti pohoří Sierra Nevada de Santa Marta, jež se zvedá ze suchých nížinných oblastí do výše 900 m nad mořem. Díky geografické rozmanitosti zde panují značně rozdílné klimatické podmínky.

## Založení
Národní park Tayrona byl založen Kolumbijským institutem pro agrární reformy (INCORA) v roce 1969 k zabezpečení ochrany zdejší oblasti a jejího ekologického bohatství. Asi jednu pětinu plochy parku z celkových 225 km2 zabírá část tvořená vodami Karibského moře.

## Turistika
Z města Santa Marta je to do parku 45 minut autobusem. V části, která se nachází na karibském pobřeží, je velké množství písečných pláží lemovaných palmami, čistá a klidná voda a mimo víkend minimum turistů. Jednou ze zajímavých atrakcí je možnost navštívit indiánskou vesničku Pueblito, což je malá obdoba Ztraceného města (Ciudad Perdida).